# Solpuga butleri
Solpuga butleri är en spindeldjursart som beskrevs av Pocock 1895. Solpuga butleri ingår i släktet Solpuga och familjen Solpugidae. Inga underarter finns listade i Catalogue of Life.